# Pertusaria subdactylina
Pertusaria subdactylina är en lavart som beskrevs av Nyl. Pertusaria subdactylina ingår i släktet Pertusaria och familjen Pertusariaceae.   Inga underarter finns listade i Catalogue of Life.